# Łoboda błyszcząca
Łoboda błyszcząca ł. połyskująca (Atriplex sagittata Borkh.) — gatunek rośliny w różnych systemach klasyfikacyjnych włączany do rodziny komosowatych lub szarłatowatych. Pochodzi z południowo-wschodniej, wschodniej i środkowej Europy oraz obszarów Azji o umiarkowanym klimacie. Rozprzestrzenił się również gdzieniegdzie poza tym rejonem rodzimego występowania. W Polsce jest niezbyt pospolity. Status gatunku we florze Polski: na południu archeofit, na północy kenofit.

## Morfologia

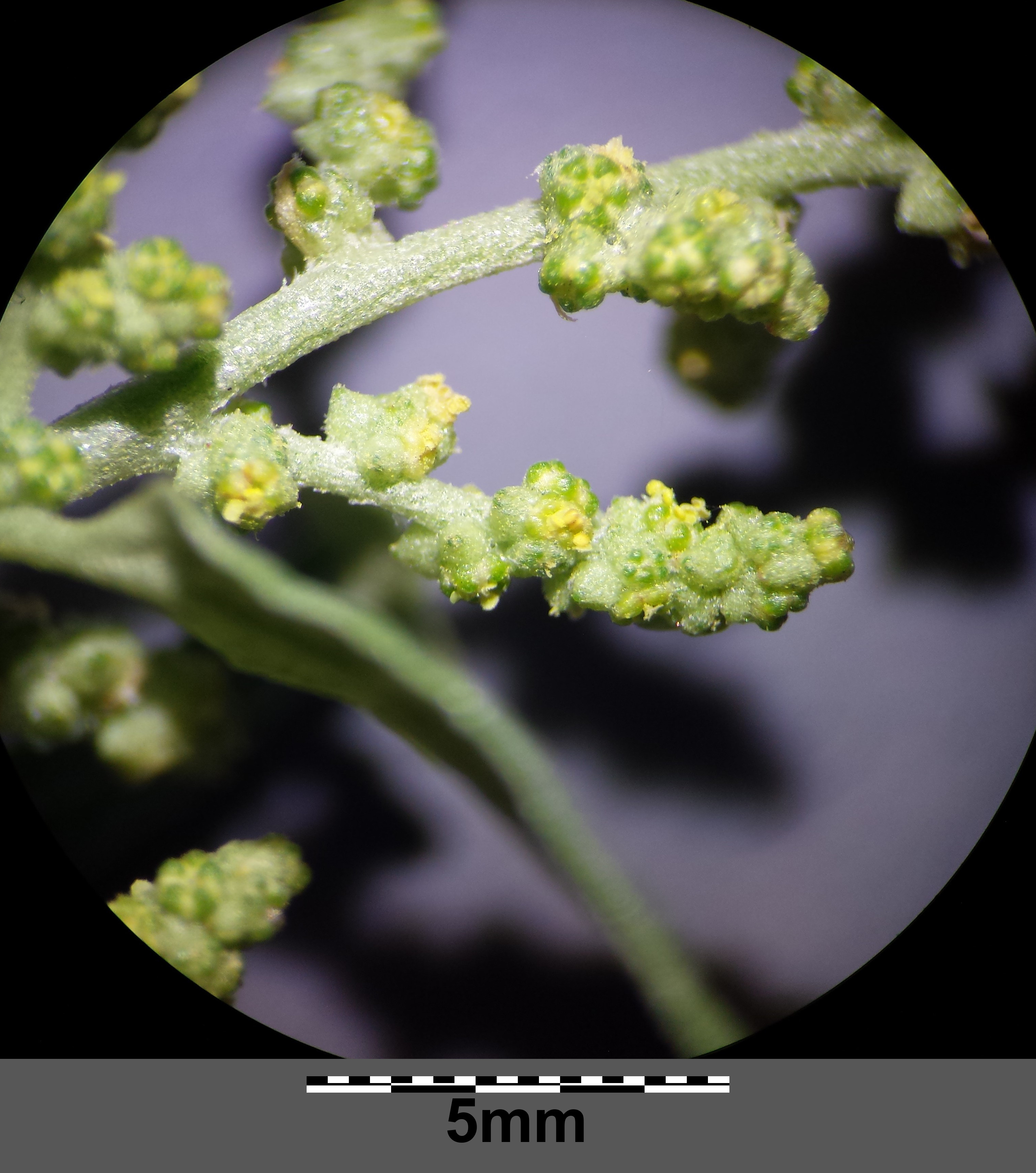
Fragment kwiatostanu z kwiatami męskimi

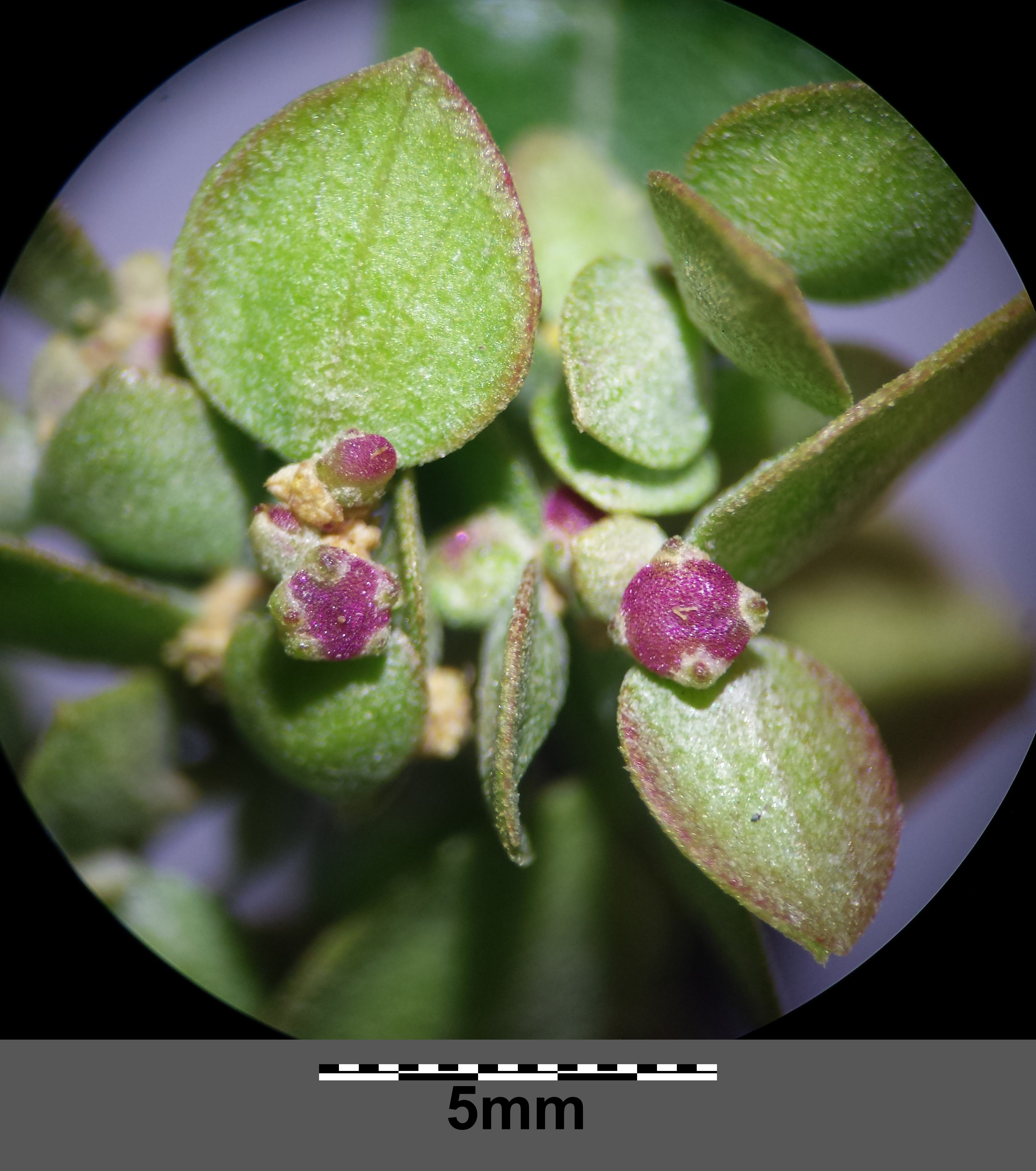
Kwiaty żeńskie

ŁodygaObła z bruzdami, do 100 cm wysokości, słabo rozgałęziająca się, w górnej części.
LiścieTrójkątne, gładkie i błyszczące. Ich kształt zmienia się z wiekiem starsze są bardziej ząbkowane i wcięte przy ogonku, młodsze (górne) mają mniej ząbków  i w znacznej mierze są całobrzegie, ich blaszki przechodzą na ogonek. W każdym wypadku drugi ząbek od nasady jest największy. Na spodniej stronie górne liście są srebrzysto owłosione.
KwiatyKwiatostany obupłciowe. Kwiaty pięciokrotne, drobne, zebrane w kłębiki. Kwiaty żeńskie są dwóch rodzajów; niektóre są bez podkwiatków, niektóre z 4-5 listkowym okwiatem i słupkiem spłaszczonym od góry. Większość kwiatów nie posiada okwiatu, z dwoma sercowatymi, całobrzegimi podkwiatkami.
OwocDrobne i liczne orzeszki.
KorzeńPalowy.

## Biologia i ekologia
Roślina jednoroczna. Kwitnie od lipca do września. Siedlisko: żyzne i wilgotne miejsca na siedliskach ruderalnych i aluwia. W klasyfikacji zbiorowisk roślinnych gatunek charakterystyczny dla Ass. Atriplicetum nitentis i gatunek wyróżniający dla Ass. Sisymbrietum sophiae.